# Реметске Хамре
Реметске Хамре (слч. Remetské Hámre) насељено је мјесто са административним статусом сеоске општине (слч. obec) у округу Собранце, у Кошичком крају, Словачка Република.

## Становништво
| Година:    | 1994. | 2004.   | 2014.   | 2024.   |
| ---------- | ----- | ------- | ------- | ------- |
| Број људи: | 704   | 658     | 598     | 542     |
| Разлика:   |       | -6,53 % | -9,11 % | -9,36 % |

| Година:    | 2023. | 2024.   |
| ---------- | ----- | ------- |
| Број људи: | 553   | 542     |
| Разлика:   |       | -1,98 % |

Према подацима о броју становника из 2024. године насеље је имало 542 становника.